# Golgiorgan
 Ikke at forveksle med Golgiapparat.
Golgiorganet er en proprioceptiv sansereceptor, som sidder i overgangen mellem  en sene og  muskel og sender information til centralnervesystemet om senens belastning.